# Virigneux
Virigneux là một xã trong tỉnh Loire miền trung nước Pháp.